# Kruče
Kruče este un sat din comuna Ulcinj, Muntenegru. Conform datelor de la recensământul din 2003, localitatea are 161 de locuitori (la recensământul din 1991 erau 190 de locuitori).

## Demografie
În satul Kruče locuiesc 121 de persoane adulte, iar vârsta medie a populației este de 39,8 de ani (40,5 la bărbați și 39,0 la femei). În localitate sunt 47 de gospodării, iar numărul mediu de membri în gospodărie este de 3,40.
Populația localității este foarte eterogenă.
|  |

| Demografie | Demografie | Demografie |
| An         | Locuitori  | Locuitori  |
| ---------- | ---------- | ---------- |
|            |            |            |
|            |            |            |
|            |            |            |
|            |            |            |
| 1948       | 244        |            |
| 1953       | 219        |            |
| 1961       | 219        |            |
| 1971       | 196        |            |
| 1981       | 226        |            |
| 1991       | 190        | 133        |
| 2003       | 214        | 161        |

| \| Componența etnică conform recensământului din 2003[2] \| Componența etnică conform recensământului din 2003[2] \| Componența etnică conform recensământului din 2003[2] \| Componența etnică conform recensământului din 2003[2] \| Componența etnică conform recensământului din 2003[2] \| \| ----------------------------------------------------- \| ----------------------------------------------------- \| ----------------------------------------------------- \| ----------------------------------------------------- \| ----------------------------------------------------- \| \| \| \| \| \| \| \| Albanezi \| Albanezi \| \| 87 \| 54,03% \| \| Muntenegreni \| Muntenegreni \| \| 33 \| 20,49% \| \| Sârbi \| Sârbi \| \| 28 \| 17,39% \| \| Musulmani \| Musulmani \| \| 4 \| 2,48% \| \| Croați \| Croați \| \| 3 \| 1,86% \| \| necunoscută \| necunoscută \| \| 2 \| 1,24% \| |              |  |    |        |
| Componența etnică conform recensământului din 2003 |              |  |    |        |
| |              |  |    |        |
| Albanezi | Albanezi     |  | 87 | 54,03% |
| Muntenegreni | Muntenegreni |  | 33 | 20,49% |
| Sârbi | Sârbi        |  | 28 | 17,39% |
| Musulmani | Musulmani    |  | 4  | 2,48%  |
| Croați | Croați       |  | 3  | 1,86%  |
| necunoscută | necunoscută  |  | 2  | 1,24%  |